# Voulon
Voulon é uma comuna francesa na região administrativa da Nova Aquitânia, no departamento de Vienne. Estende-se por uma área de 8,31 km². Em 2010 a comuna tinha 475 habitantes (densidade: 57,2 hab./km²).